# كانغانا رانوت
كانغانا رانوت (بالهندية: कंगना राणावत) (بالإنجليزية: Kangana Ranaut)‏ هي ممثلة سينمائية هندية ولدت في يوم 23 مارس 1987 في بامبلا في هيماجل برديش في الهند حازت على جائزة الفيلم الوطني وجائزة فيلم فير، مثلت في أفلام تلك اللحظات في 2006 و Life in a... Metro في 2007 و فيلم موضة في 2008 مع بريانكا تشوبرا وعندها حصلت على جائزة الفلم الوطني لأفضل ممثلة مساعدة وجائزة فيلم فير لنفس التصنيف، مثلت أيضاً في فلم Gangster في 2006 وفلم Raaz: The Mystery Continues في 2009 وفلم Once Upon a Time in Mumbaai في 2010 وفلم Tanu Weds Manu في 2011 وفلم كريش 3 في 2013 وفيلم كوين في 2014 وفلم Tanu Weds Manu Returns في 2015.

## الأفلام
- موضة
- كوين
- كريش 3
- تلك اللحظات
- كاتي باتي
- الأصبع
- حدث ذات يوم في مومباي
- تانو تتزوج مانو "الجزء الأول"
- تانو تتزوج مانو "الجزء الثاني"
- اللعبة
- ملكة جانسي

## وصلات خارجية
- كانغانا رانوت على موقع IMDb (الإنجليزية)
- كانغانا رانوت على موقع ميتاكريتيك (الإنجليزية)
- كانغانا رانوت على موقع روتن توميتوز (الإنجليزية)
- كانغانا رانوت على موقع ألو سيني (الفرنسية)
- كانغانا رانوت على موقع أول موفي (الإنجليزية)
- كانغانا رانوت على موقع قاعدة بيانات الفيلم (الإنجليزية)
- كانغانا رانوت على موقع كينوبويسك (الروسية)